# Мюлиг-Хофман (планина)
Планината Мюлиг-Хофман (на немски: Mühlig-Hofmann-Gebirge; на английски: Mühlig-Hofmann Mountains) е планина в Източна Антарктида, Земя кралица Мод. Простира се от запад на изток по 72° ю.ш. на протежение от 120 km, между 2° и 7° и.д., ширина около 70 km. Максимална височина връх Jøkulkyrkja 3148 m (71°53′ ю. ш. 6°40′ и. д. / 71.883333° ю. ш. 6.666667° и. д.), разположен в източната ѝ част. Състои се от няколко хребета (Свердрупфьолла 2885 m, Елсвикфьолла 2678 m, Грубер 2704 m, Телман 2838 m, Буденброк, Филхнер 3148 m и др.) простиращи се в меридионално направление, между които на север се спускат големи планински ледници (Свеабреен, Тьонесенбреен и др.)
Планината е открита и частично картирана на базата на направените аерофотоснимки от участниците в германската антарктическа експедиция (1938 – 39 г.) с ръководител Алфред Ричер, който я наименува в чест на Алберт Мюлиг-Хофман (1886 – 1980), член на надзорния съвет на германската авиокомпния „Цепелин“, осигурила финансови средства за експедицията. В периода 1956 – 60 г. на базата на направените аерофотоснимки от норвежките антарктически експедиции тя е детайлно картирана.